# Jœuf
Jœuf là một xã trong vùng Grand Est, thuộc tỉnh Meurthe-et-Moselle, quận Briey, tổng Briey. Tọa độ địa lý của xã là 49° 13' vĩ độ bắc, 06° 00' kinh độ đông. Jœuf nằm trên độ cao trung bình là 180 mét trên mực nước biển, có điểm thấp nhất là 173 mét và điểm cao nhất là 287 mét. Xã có diện tích 3,18 km², dân số vào thời điểm 1999 là 7453 người; mật độ dân số là 2243 người/km². Xã nằm khoảng 15 km về phía tây-bắc của Metz.

## Thông tin nhân khẩu
| 1962   | 1968   | 1975   | 1982  | 1990  | 1999  |
| ------ | ------ | ------ | ----- | ----- | ----- |
| 12 022 | 12 305 | 10 649 | 9.016 | 7.875 | 7.533 |